# Кубок Меланезії з футболу 1988
Кубок Меланезії 1988 — перший футбольний турнір серед збірних Меланезії. Проходив на Соломонових островах  і брали участь чотири команди: Фіджі, Соломонові острови, Нова Каледонія і Вануату.
Команди зіграли одна з одною по круговій формат, після чого кращі дві команди (Фіджі та Соломонові острови) грали у фіналі, щоб визначити переможця. В той час як Нова Каледонія і Вануату також грали один з одним, в той же день, щоб визначити третє місце.
Фіджі виграла турнір, перемігши у фіналі з рахунком 3:1, в той час як Вануату став бронзовим призером, перемігши Нову Каледонію 1-0.

## Перший раунд
| Збірна             | І | В | Н | П | ГЗ | ГП | О |
| ------------------ | - | - | - | - | -- | -- | - |
| Фіджі              | 3 | 2 | 1 | 0 | 11 | 1  | 7 |
| Соломонові Острови | 3 | 2 | 1 | 0 | 7  | 1  | 7 |
| Нова Каледонія     | 3 | 1 | 0 | 2 | 6  | 4  | 3 |
| Вануату            | 3 | 0 | 0 | 4 | 1  | 19 | 0 |

| 21 жовтня 1988 |

| Фіджі | 1-1 | Соломонові Острови |
| ----- | --- | ------------------ |
|       |     |                    |

| Соломонові Острови |

| 23 жовтня 1988 |

| Нова Каледонія | 6-1 | Вануату |
| -------------- | --- | ------- |
|                |     |         |

| Соломонові Острови |

| 24 жовтня 1988 |

| Нова Каледонія | 0-1 | Соломонові Острови |
| -------------- | --- | ------------------ |
|                |     |                    |

| Соломонові Острови |

| 24 жовтня 1988 |

| Фіджі | 8-0 | Вануату |
| ----- | --- | ------- |
|       |     |         |

| Соломонові Острови |

| 25 жовтня 1988 |

| Вануату | 0-5 | Соломонові Острови |
| ------- | --- | ------------------ |
|         |     |                    |

| Соломонові Острови |

| 25 жовтня 1988 |

| Фіджі | 2-0 | Нова Каледонія |
| ----- | --- | -------------- |
|       |     |                |

| Соломонові Острови |

## Матч за 3-тє місце
| 26 жовтня 1988 |

| Вануату | 1-0 | Нова Каледонія |
| ------- | --- | -------------- |
|         |     |                |

| Соломонові Острови |

## Фінал
| 26 жовтня 1988 |

| Соломонові Острови | 1-3 | Фіджі |
| ------------------ | --- | ----- |
|                    |     |       |

| Соломонові Острови |

| Кубок Меланезії 1988 |
| -------------------- |
| Фіджі 1-й титул      |